# Munidopsis ciliata
Munidopsis ciliata är en kräftdjursart som beskrevs av James Wood-Mason 1891. Munidopsis ciliata ingår i släktet Munidopsis och familjen trollhumrar. Inga underarter finns listade i Catalogue of Life.